# سینمااسکوپ

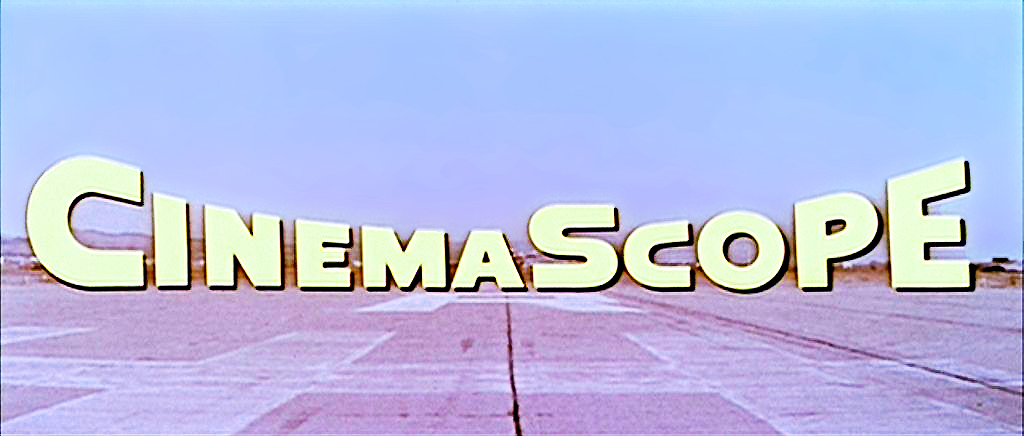
لوگوی سینمااسکوپ در متکبرها (۱۹۵۴)

سینمااسکوپ (انگلیسی: CinemaScope) مجموعه‌ای از قالب آنامورفیک است که از ۱۹۵۳ تا ۱۹۶۷ برای ضبط فیلم‌های صفحه عریض که می‌توان با استفاده از تجهیزات موجود، البته با آداپتور لنز، در سینماها نمایش داده شود، استفاده می‌شد. ایجاد آن در سال ۱۹۵۳ به‌دست اسپایروس اسکوراس (رئیس کمپانی قرن بیستم) بود.

## کارکرد
سینمااسکوپ، فضای سینمایی و پرده‌ای آن بیشتر از پرده‌های دیگر است و تجربه‌ای فراگیرتر و جذاب‌تر برای تماشاگران فراهم می‌کند.